# ОШ „Светозар Марковић” Ковиље
ОШ „Светозар Марковић” Ковиље, насељеном месту на територији општине Ивањице, баштини традицију школе основане 1870. године, која је била једина образовно-васпитна установа од Јавора до Голије, обухватајући територије трију општина: ерчешке, смиљевачке и братљевске.

## Историјат
Првобитна школа била је брвнара у облику слова Г, покривена шиндром, која се састојала из две просторије. У једној су учила деца, а у другој је становао учитељ. Налазила се на Саборишту,где се и сада налази стара школска зграда. Радило се у њој неколико година, али за време првог јаворског рата (1876-1878) школа је спаљена.
У њеним просторијама школовало се од 70 до 180 ученика сваке године. Школа је имала прекиде у раду због ратова, епидемија или недостатка учитеља. Школске 1907/1908. године ова школа није радила, јер није имала учитеља. За време другог јаворског рата 1912. године била су два прекида у раду школе јер је учитељ Арсовић мобилисан. Ипак се та школска година са успехом завршила.
За време Првог светског рата школа је претворена у жандармеријску станицу, где се налазило седам до осам аустријских жандарма. Реткост је да је нека школа радила без прекида у току Другог светског рата. Изузетак чине Миланџанска, Ивањичка, Приличка и Ковиљска школа. 
Тек после тог рата подигнута је друга школска зграда у којој се радило до 1958. године, када је направљена нова школска зграда. У тој истој школској згради ученици и дан данас похађају наставу.